# النقل في البحرين

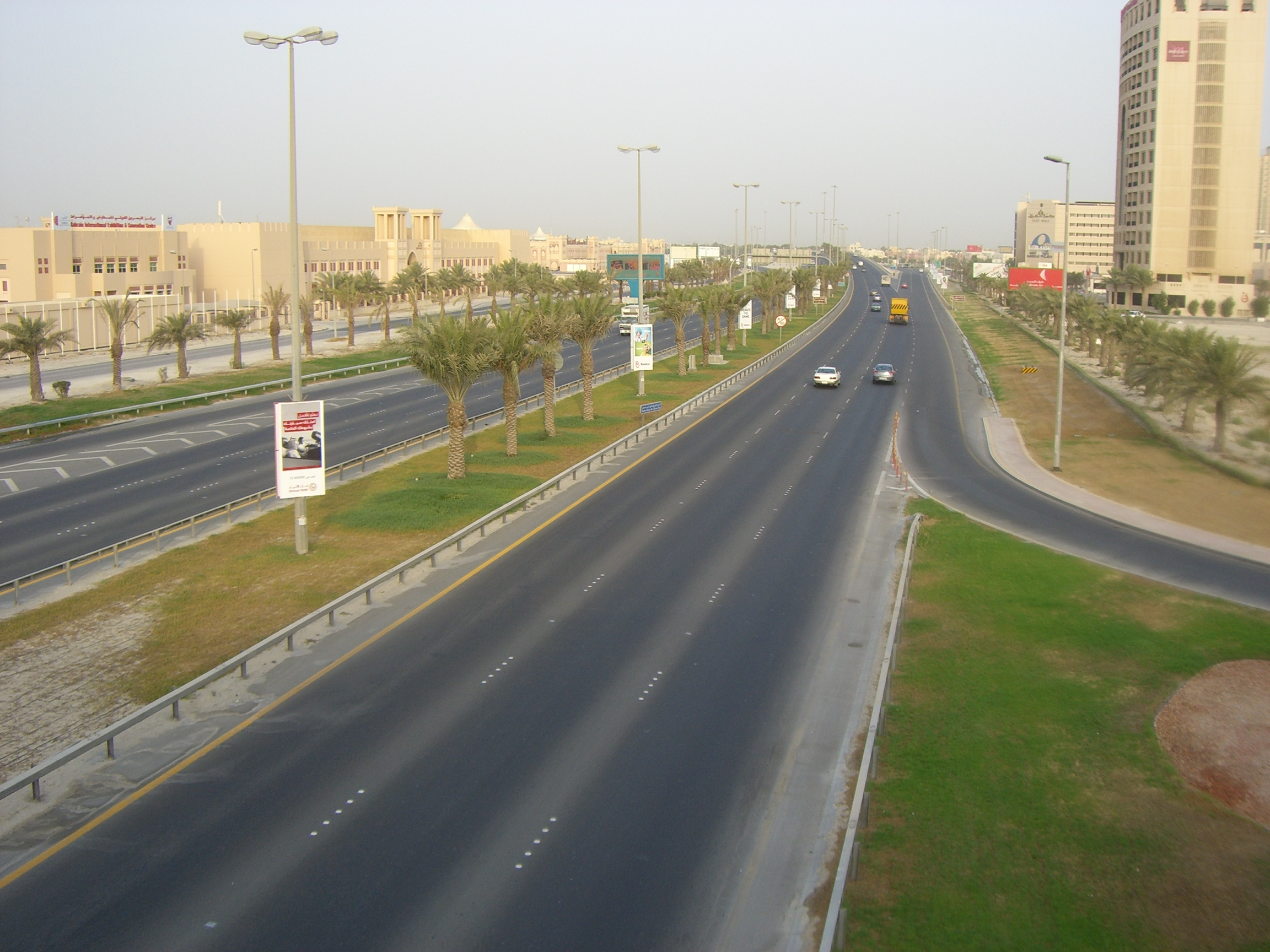
طريق سريع رئيسي في المنامة

يشمل النقل في البحرين كل من النقل البري بالسيارة والنقل الجوي وكذلك الشحن. أُعلن في السنوات الأخيرة أنه سيتم إنشاء شبكة قطار أحادي السكة (مونوريل).
جرت العادة أن تكون البحرين واحدة من بين البلدان التي لديها أرخص الأسعار لوقود السيارات بسعر 0.78 دولار للغالون الواحد (0.21 دولار للتر). لكن بسبب العجز الهائل في الميزانية وانخفاض أسعار النفط، رفعت الحكومة البحرينية سعر الوقود في 2016-2017 إلى 0.37 دولار للتر.

## السكك الحديدية
لا توجد سكك حديدية في البحرين لكن هناك خطط لإنشاء شبكة سكك حديدية تربط دول مجلس التعاون الخليجي وأيضًا شبكة مترو داخل البحرين.

## مطارات
يوجد في البحرين أربعة مطارات بمدارج معبدة. واحد منها مطار مدني (مطار البحرين الدولي) والأخرى مطارات عسكرية (قاعدة عيسى الجوية، وقاعدة الصخير الجوية، وقاعدة الرفاع الجوية).

## موانئ ومرافئ
تضم البحرين ثلاثة مرافئ، أبرزها ميناء سلمان وميناء سترة. يمكن أن يستوعب ميناء سلمان نحو 16 سفينة عابرة للمحيطات يصل ارتفاع الواحدة منها إلى 11 مترًا (36 قدمًا).